# 윤방
윤방(尹昉, 1563년 6월 22일 ~ 1640년 8월)은 조선의 문신이다. 본관은 해평. 자는 가회(可晦), 호는 치천(稚川)이다.
윤두수의 장남이다. 율곡 이이(李珥)의 문인이다. 과거에 급제한 후 삼사의 청요직을 거쳐 임진왜란 때 선조 임금의 어가를 의주까지 호종하였다. 그 뒤 삼사의 요직을 두루 거쳐 1597년 경상도수어사로 나가 민심을 수습하고 돌아와 군기감정 등을 지냈다. 1597년에는 순안독찰로 민심을 수습하고 군량을 조달하였으며 아들 윤신지가 해숭위가 되었다. 그 뒤 아버지 윤두수 사후 습봉하여 해창군, 해평부원군 등을 거쳐 해창부원군에 봉작되었다. 광해군 즉위 초 형조판서가 되고 이후 한성부 판윤, 판의금부사 등을 거쳐 1614년(광해군 6년) 8월 27일 위성원종공신 3등(衛聖原從功臣三等)에 책록되었다. 1618년(광해군 10) 인목대비 폐모논의에 불참, 사직했다가 1623년(광해군 15년) 3월 인조반정으로 서인이 집권하자 예조판서에 등용되었다. 1627년 정묘호란 때는 인조를 강화도까지 호종했으며, 영의정을 거쳐 1636년 병자호란 때는 묘사제조로서 신주를 남한산성까지 모셨다. 시호는 문익(文翼)이다.

## 생애
치천 윤방은 1563년 영의정을 지낸 오음 윤두수(尹斗壽)의 장자로 태어났다. 어머니는 관찰사 황기(黃琦)의 손녀이자 참봉 황대용(黃大用)의 딸이다.
일찍이 율곡 이이(李珥)의 문하에서 수학하였다. 1582년(선조 15) 진사가 되고 1588년 식년문과에 급제후 승문원정자(承文院正字) 등을 지냈다. 1591년 예문관검열 겸 춘추관기사관과 예문관 봉교, 이후 예조좌랑, 사헌부지평 등을 거쳐 1591년 아버지 윤두수가 동인과의 정쟁으로 유배당하자 사직했다가 다시 복귀하여 정언(正言) 등을 지냈다.
예문관검열 겸 춘추기사관으로 있을 때 아버지 두수가 당화를 입어 귀양간 후 병이라고 휴직, 조정에서 수차 불렀으나 취임하지 않다가 임진왜란 때 두수가 다시 재상으로 기용되자 예조정랑(禮曹正郞)이 되어 아버지 두수와 함께 선조의 어가를 모시고 평양을 거쳐 의주까지 따라갔다. 병조판서 이양원(李陽元)의 인사 부정을 탄핵하다가 성균관전적으로 전임되었다. 이후 예조정랑, 호조정랑, 호조좌랑을 거쳐 병조정랑으로 있을 때 모친상을 당하였으나 특명으로 곧 기복(起復)해 홍문관수찬 등 청요직(淸要職)을 두루 지냈다. 그 뒤 이조좌랑을 거쳐 홍문관응교에 올랐으며, 당시 왜적의 만행이 극심한 중에도 몰래 숨어서 어머니 빈소에 다녀오는 효성을 보였다.
이후 홍문관수찬, 이조정랑, 이조좌랑, 응교(應敎), 직강(直講), 사예(司藝) 등을 거쳐 당론으로 인하여 아버지 윤두수가 탄핵을 받고 퇴직당하자 따라 관직을 사퇴했다. 그러나 곧 군기시첨정(軍器寺僉正)으로 소환되고 1597년 경상도순어사(慶尙道巡禦使)로 나갔다가 군기시첨정이 되었다. 경상도 순어사로서 성적을 올린 공로로 군기감정으로 승진했다가 평산부사 등을 지냈다. 또한 이몽학(李夢鶴)의 난이 진압되자 추관(推官)의 한사람으로 활약하였다.
그 뒤 평산부사, 동부승지 등을 거쳐 1597년 정유재란(丁酉再亂) 때 순안독찰(巡按督察)이 되어 군량 운반을 담당하고, 곧 철원부사로 나가 선정을 베풀어 동부승지로 승진되어 돌아오자 그 곳 백성들이 송덕비를 세워 덕을 칭송하였다. 그해 선조는 둘째 아들을 공주(公主)의 부마(駙馬)로 삼고 해숭위(海嵩尉)를 주었다.
1601년 우부승지로 승진되었을 때에 윤방은 부친상을 치르던 중 왕명으로 기복하여 명나라에 동지사(冬至使)로 다녀온 뒤 해창군(海昌君)에 피봉되고 부총관(副摠管)으로 병조 참판을 겸하였다. 그 뒤 작호는 아버지의 작봉을 이어받아 해평부원군으로 진봉되었다가 다시 해창부원군으로 개봉되었다.
이어 1601년 병조참판으로 춘추관동지사를 겸직, 임진왜란 때 불탄 실록(實錄) 재간에 참여하였고 도승지로 전직되었으며, 한성부판윤 겸 지의금부사(知義禁府事), 지의금부사 등을 거쳐 행대호군으로 1605년 청난원종공신 1등에 책록되었다. 1608년 광해군이 즉위하자 형조판서를 지냈다. 이후 한성부 판윤, 판의금부사, 형조판서, 1609년 사은사(謝恩使)로 명나라에 다녀온 뒤 이어 겸지춘추관사로 선조실록의 편찬에 참여했으며, 이후 병조판서, 경기도관찰사, 경상도관찰사 등을 역임했다. 1613년(광해군 5) 익사원종공신 1등에 책록되었다.
1614년(광해군 6년) 8월 27일 위성원종공신 3등(衛聖原從功臣三等)에 책록되었다. 1615년(광해군 7) 다시 사은사로 명나라에 다녀왔다. 이후 판의금부사, 이조판서 등을 역임했다. 1618년(광해군 10) 인목대비 폐모론이 거론되었을 때 인목대비(仁穆大妃)를 폐위하자는 정청(正廳)에 불참, 사직했다가 1623년 인조반정으로 예조판서에 등용되었다. 이어 우참찬으로 판의금부사를 겸하다가 우의정으로 승진, 바로 좌의정이 되었다. 좌의정으로 있을 때 이괄(李适)의 난이 일어나자 이를 진압, 민심 수습에 노력했으며 1627년(인조 5) 영의정이 되었으나 사직, 영중추부사가 되었다.
1627년 정묘호란이 일어나자 인조를 강화도까지 호종했다. 환도 후 1628년 행판중추부사가 되었다. 1628년(인조 6) 유효립에 난 진압을 도운 공로로 영사원종공신 1등(寧社原從功臣一等)에 책록되었다.
1634년 병석에 누웠다가 1636년 병자호란 때는 묘사제조(廟社提調)로서 묘사를 받들고 빈궁(嬪宮)·봉림대군(鳳林大君)과 함께 40여 신주(神主)를 강화에 모셨다가 사위(社位) 40여 주를 땅에 파묻어 적화(賊火)를 면케 하여 화를 면했으나 인순왕후(仁順王后)의 신주를 분실, 왕후(王后) 1위를 분실하여 탄핵을 당했다. 봉림대군 등이 사태의 불가피를 변호하였으나 위패 분실의 책임에 대한 양사의 탄핵 공론에 인조도 하는 수 없이 파직, 유배보냈다가 1639년 6월 연안(延安)에 이배시켰다. 그해 8월 곧 풀려나 고향에 방환된 뒤 중추부영사가 되고, 1640년 다시 중추부영사가 되었다. 문집에 《치천집》이 있다. 윤덕영, 윤택영 형제는 그의 후손이다.
인품이 중후하고 문장에 능했으며 효성이 지극하였다. 후에 기로사(耆老社)에 들어갔으며 1640년 초 병석에 누웠다가 그해 8월에 사망했다. 1640년 11월 7일 장단군 오음리 선영하에 안장되었다. 문익(文翼)의 시호가 내려졌다.

## 가족 관계
| - 조부 : 윤변(尹忭, 1493~1549) - 조모 : 성주 현씨(星州 玄氏, ?~1584) - 현윤명의 딸 - 아버지 : 윤두수(尹斗壽, 1533~1601) - 외조부 : 황대용(黃大用) - 외조모 : 온양 정씨(溫陽 鄭氏) - 정백붕의 딸 - 어머니 : 창원 황씨(昌原 黃氏, ?~1592) - 형 : 윤흔(尹昕, 1564~1638) - 형 : 윤휘(尹暉, 1571~1644) - 동생 : 윤훤(尹暄, 1573~1627) - 누이 : 이수(李岫)에게 하가 - 누이 : 신함(申涵)에게 하가 | - 부인 : 한봉헌(韓鳳獻, 1562~1603) - 청원위 한경록과 중종의 딸 의혜공주의 손녀 - 장남 : 윤이지(尹履之, 1579~1668) - 며느리 : 안동 김씨(安東 金氏, 1578~1638) - 김상준의 딸 - 손자녀 : 8남 1녀 - 차남 : 해숭위(海嵩尉) 윤신지(尹新之, 1582~1657) - 며느리 : 정혜옹주(貞惠翁主, 1584~1638) - 선조와 인빈 김씨의 딸 - 손자 : 윤지(尹墀, 1600~1644) - 숙종비 인경왕후의 아버지인 김만기의 외조부 - 손자 : 윤구(尹坵, 1606~1637) |

## 관련 작품

### 드라마
- 《회천문》 (MBC, 1986년~1986년, 배우:박규채)
- 《서궁》 (SBS, 1995년, 배우:이한승)

## 기타
광해군 초에 형조판서에 이르렀으나 항상 삼가고 근신하여 왕실인척(王室姻戚)이라는 이유로 특혜를 받지 않았으므로 광해군 집권 초반 때 왕실의 인척, 중신들이 모두 이런저런 화를 입었으나 윤방만이 홀로 구설수와 면했다 한다.

## 저서
- 《치천집》